# Стединг, Кэти
Кэтрин Сюзанна «Кэти» Стединг (англ. Kathryn Suzanne "Katy" Steding; родилась 11 декабря 1967 года в Портленде, штат Орегон, США) — американская профессиональная баскетболистка, которая выступала в женской национальной баскетбольной ассоциации. Она была выбрана на драфте ВНБА 2000 года в первом раунде под общим 14-м номером командой «Сакраменто Монархс». Играла на позиции лёгкого форварда. По окончании игровой карьеры перешла на тренерскую работу в команду NAIA «Вагнер Пасифик Найтс». В настоящее время работает на должности ассистента главного тренера в студенческой команде «Сан-Франциско Донс».

## Ранние годы
Кэти Стединг родилась 11 декабря 1967 года в городе Портленд (штат Орегон), училась же она чуть южнее в городке Лейк-Осуиго в одноимённой средней школе, в которой выступала за местную баскетбольную команду.